# Aqueduto de Pontcysyllte
O Aqueduto de Pontcysyllte (em em galês:  Traphont Ddŵr Pontcysyllte, pronunciado como pɔntkəˈsəɬtɛ) é uma ponte aquífera localizada em Wrexham, no nordeste de Gales. Foi construído por Thomas Telford e por William Jessop.
Foi completada em 1805, e é o mais alto e mais comprido aqueduto da Grã-Bretanha, além de ser um Patrimônio da Humanidade.
O Aqueduto tem 307m de comprimento, 3.7m de largura e 1.60 de profundidade.

## Galeria

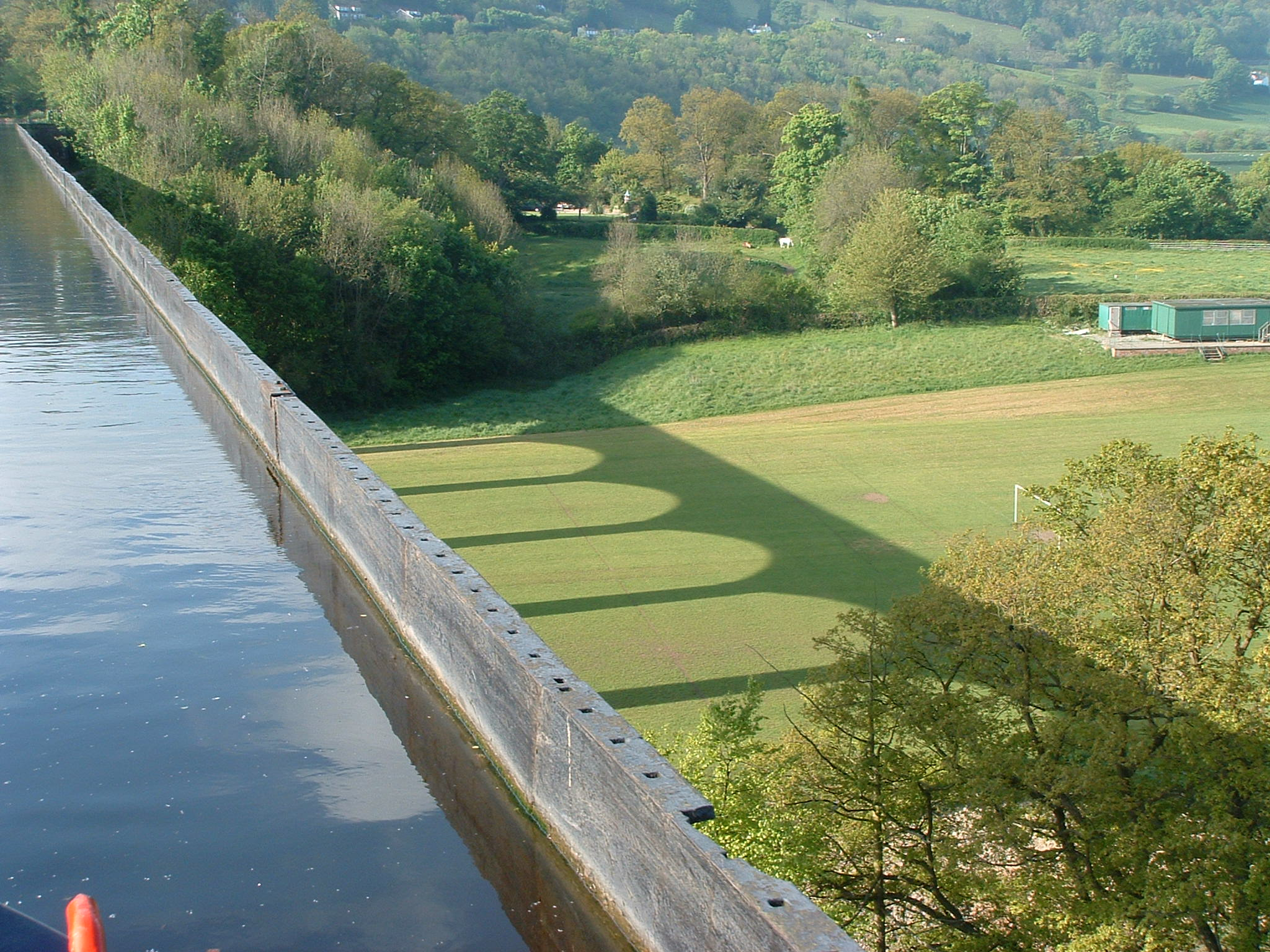
Vista da Dee Valley pelo aqueduto.
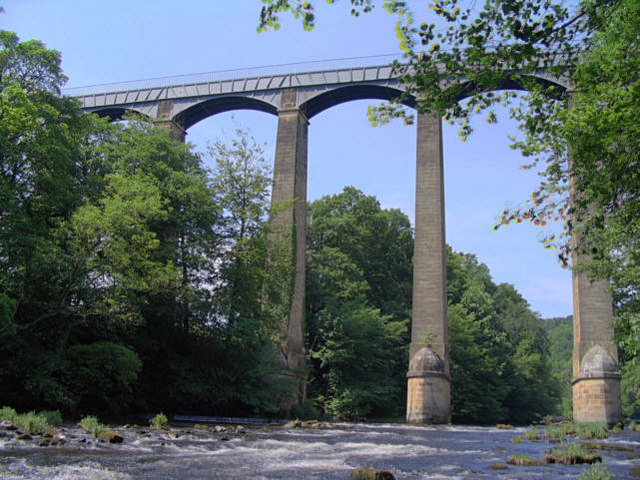
Vista aqueduto pelo vale.

## Literatura
- "Memories of Pontcysyllte" by Amy Douglas and Fiona Collins (2006)
- "Pontcysyllte Aqueduct and Canal Nomination as a World Heritage Site: Nomination Document" (Wrexham County Borough Council and the Royal Commission on the Ancient and Historical Monuments of Wales, 2008)